# Peucedanum dehradunense
Peucedanum dehradunense är en flockblommig växtart som beskrevs av Cherukuri Raghavendra Babu. Peucedanum dehradunense ingår i släktet siljor, och familjen flockblommiga växter. Inga underarter finns listade i Catalogue of Life.